# Почётный судья по шахматам
Почётный судья по шахматам — звание, присваиваемое Госкомспортом СССР наиболее квалифицированным судьям всесоюзной категории, которые имеют не менее, чем 25-летний стаж судейства крупных соревнований и регулярно проводят семинары по подготовке судей высокой квалификации. На 1 января 1988 года звание почётный судья удостоены 14 человек: Л. Абрамов (1975); Ю. Карахан, В. Микенас, Я. Рохлин (1976); А. Богатин (1977); Е. Браун, Б. Крапиль (1978); Л. Вахесаар, В. Люблинский, А. Муратбеков (1979); А. Гурвич, В. Дворкович, Ю. Зражевский (1980); Ефим Нуз (1985).